# Ahmad Baba al Massufi
Ahmad Baba al-Massufi (1556-1627), vars fulla namn var Abu Al-'abbas Ahmad Ibn Ahmad Al-takruri Al-Massufi, var en författare, forskare och en politisk provokatör i dåvarande Västra Sudan (nuvarande Mali).
Ahmad Baba var sonen till en aktad lärare och forskare, Ahmad bin al-Hajj Ahmad bin Umar bin Muhammed Aqit. Född i Araouane flyttade han till Timbuktu vid en tidig ålder för att studera med sin far och med forskaren Mohammed Bagayogo. Det är inte känt vad han gjorde fram till 1594 när han deporterades till Marocko där han skulle bli kvar fram till 1608. En stor del av hans verk skapades medan han befann sig i Marocko, bland annat hans biografi av Muhammad Abd al-Karim al-Maghili, en vetenskapsman och jurist ansvarig för mycket av den traditionella religiösa lagen i området.

## Eftermäle
Nedslagskratern Ahmad Baba på planeten Merkurius är uppkallad efter honom.